# Siedmiu braci Danckelman

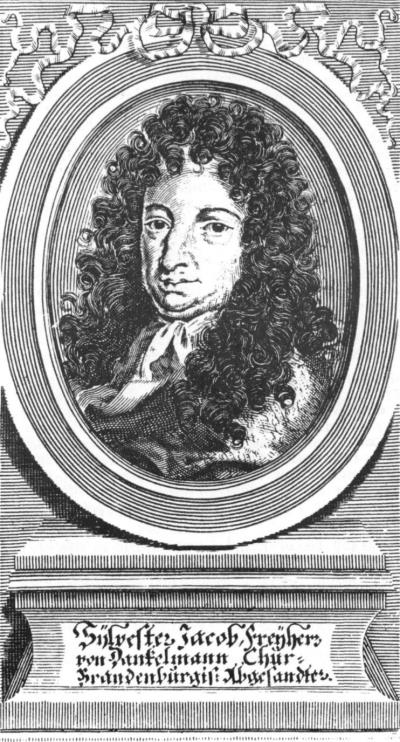
Sylvester Jakob von Danckelman

Siedmiu braci Danckelman, niem. Danckelmansches Siebengestirn – to grupa siedmiu braci, którzy opanowali pod koniec XVII wieku pruską dyplomację i pruskie życie polityczne. Wszyscy przyszli na świat w Lingen (Ems). Większość zmarła w Berlinie.
- Johannes von Danckelman (1637-1706)
- Thomas Ernst von Danckelman (1638-1709)
- Sylvester Jakob von Danckelman (1640-1695)
- Eberhard Christoph Balthasar von Danckelman (1643-1722)
- Daniel Ludolf von Danckelman (1648-1709)
- Nikolaus Batholomäus von Danckelman (1650-1739)
- Wilhelm Heinrich von Danckelman (1654-1729)